# Bible John
Bible John es un asesino en serie no identificado que se cree que asesinó a tres mujeres entre 1968 y 1969 en Glasgow, Escocia.
Las víctimas de Bible John eran todas mujeres jóvenes morenas de entre 25 y 32 años, todas las cuales habían conocido a su asesino en el Barrowland Ballroom, una popular sala de baile y discoteca de la ciudad. El perpetrador nunca ha sido identificado y el caso sigue sin resolverse, siendo una de las búsquedas más extensas en la historia criminal de Escocia. El caso resultaría ser la primera vez en Escocia en la que la Oficina de la Corona autorizó la publicación de un retrato robot de un individuo sospechoso de asesinato.
Este asesino en serie no identificado se hizo conocido por el apodo dado por los medios de comunicación de "Bible John", debido a que había citado repetidamente la Biblia y había condenado cualquier forma de adulterio mientras estaba en compañía de su última víctima. Los movimientos conocidos y el modus operandi del asesino en serie y violador convicto Peter Tobin dieron lugar a la especulación de que podría ser Bible John, después de su condena por tres asesinatos a fines de la década de 2000, pero la policía lo descartó.

## Asesinatos conocidos

### Patricia Docker
El 23 de febrero de 1968, el cuerpo desnudo de la enfermera Patricia Docker, de 25 años, fue encontrado en un callejón junto a la puerta de un garaje cerrado por un hombre que se dirigía al trabajo en Carmichael Place, Battlefield, Glasgow. El cuerpo de Docker estaba a solo unos metros de su casa en Langside Place y presentaba numerosas contusiones, particularmente en la cara y la cabeza. Había sido estrangulada hasta la muerte con una fuerte ligadura, posiblemente un cinturón; más tarde se determinaría que fue con una de sus medias. El bolso, el reloj y la ropa de Docker no estaban en la escena del crimen. Su ropa nunca fue encontrada, aunque su bolso fue recuperado más tarde del cercano río Cart por una unidad de búsqueda subacuática, y su reloj fue hallado en un charco de agua cerca de la escena del crimen.
Las extensas investigaciones puerta por puerta en el área produjeron un testigo que recordó haber escuchado gritar a una mujer: "¡Déjame en paz!" la noche anterior. Se descubrieron pocas pruebas en la escena del crimen. No obstante, un paramédico de la ambulancia que se llevó el cuerpo informó a los investigadores que la víctima había sido una enfermera que trabajaba en el Hospital Mearnskirk en las cercanías de Renfrewshire. En consecuencia, la víctima fue identificada formalmente por su padre al día siguiente.
Docker estaba casada y era madre de un niño pequeño, pero se había separado temporalmente de su esposo y regresado a su casa. La noche de su asesinato, les informó a sus padres que pasaría la noche bailando en el Majestic Ballroom en Hope Street, aunque por razones desconocidas, había elegido pasar la mayor parte de la noche en el Barrowland Ballroom, probablemente debido a la noche para mayores de 25 años que el recinto acogía cada jueves. Cuando no regresó a casa esa noche, sus padres asumieron que se había quedado en casa de alguna amiga. Las investigaciones policiales solo determinaron varios días después que, a última hora, Docker había dejado el Majestic Ballroom para dirigirse al Barrowland.
La autopsia realizada por Gilbert Forbes en la Facultad de Medicina de la Universidad de Glasgow confirmó que la causa de muerte había sido estrangulamiento y que el cuerpo de Docker no presentaba pruebas claras de agresión sexual. Además, el grado de rigor mortis en el momento del descubrimiento del cadáver indicaba que probablemente había muerto poco después de haber dejado el Barrowland Ballroom. Los investigadores supusieron que el perpetrador probablemente había sujetado a Docker con fuerza antes de golpearla y patearla repetidamente en la cara mientras ella gritaba dos veces: "¡Déjame en paz!". Luego procedió a violarla antes de estrangularla y dejar su cuerpo desnudo, con nada más que un zapato cerca, junto a la entrada del garaje cerrado en Carmichael Place.

### Jemima Macdonald
El sábado 16 de agosto de 1969, una reciente divorciada madre de tres hijos de 31 años llamada Jemima MacDonald también optó por pasar la noche bailando en el Barrowland Ballroom. MacDonald asistía regularmente al Barrowland y, según la costumbre familiar, su hermana, Margaret O'Brien, se quedó a cargo de sus tres niños en su ausencia. A medida que se acercaba la medianoche, MacDonald fue vista por varias personas en compañía de un hombre joven, apuesto, bien vestido y de charla educada, de complexión delgada, de entre 25 y 35 años y entre 1,83 m y 1,88 m de altura. Este individuo tenía cabello castaño claro corto con mechones más claros, probablemente hablaba con un acento distintivo de Glasgow y ocasionalmente insertaba breves citas bíblicas en su conversación.
MacDonald fue vista saliendo de Barrowland poco después de la medianoche del 17 de agosto en compañía de esta persona y fue vista por última vez caminando hacia Main Street o Landressy Street, en dirección a su casa, aproximadamente a las 12:40. a. m. O'Brien se preocupó cuando vio que su hermana no regresaba. El domingo, comenzó a escuchar rumores locales de que unos niños pequeños habían salido de un edificio de viviendas abandonado en MacKeith Street hablando de un cuerpo en las instalaciones. El lunes por la mañana, O'Brien estaba tan preocupada que ella misma, temiendo lo peor, entró al viejo edificio. Allí descubrió el cuerpo ampliamente maltratado de su hermana tendido boca abajo, con sus zapatos y medias tirados a su lado.
La autopsia concluyó que MacDonald había sido violada y golpeada extensamente, particularmente en la cara, antes de ser estrangulada con una de sus propias medias. Su asesinato había ocurrido aproximadamente 30 horas antes de que se descubriera su cuerpo. A diferencia de Docker, el cuerpo de MacDonald estaba completamente vestido, aunque sus bragas estaban rasgadas y, al igual que Docker, estaba menstruando en el momento de su muerte.
Las investigaciones policiales sobre los movimientos de MacDonald la noche de su asesinato produjeron varios testigos oculares que pudieron describir con precisión al hombre con el que había estado en compañía en Barrowland. Las investigaciones puerta por puerta en MacKeith Street también dieron como resultado una mujer que recordaba haber escuchado gritos femeninos la noche del asesinato de MacDonald, aunque esta persona no podía recordar la hora exacta. En consecuencia, la policía consideró esta información de poca utilidad para su investigación.

## Investigación inicial
Aunque la policía de la ciudad de Glasgow notó varias similitudes sorprendentes entre los asesinatos de Docker y MacDonald, incluido que ambas mujeres habían asistido al Barrowland Ballroom la noche de su asesinato, habían sido golpeadas antes de ser estranguladas con ligadura, estaban menstruando y sus bolsos robados, inicialmente no se consideró que ambos asesinatos fueran obra del mismo perpetrador.
A pesar de los numerosos llamamientos públicos, la investigación del asesinato de Docker se convirtió rápidamente en un caso sin resolver. La policía tenía poca información, debido tanto a la falta de testigos como de pruebas sólidas. La investigación también se vio gravemente obstaculizada por los investigadores que no descubrieron hasta tres días después de su muerte que Docker había asistido al Barrowland la noche de su asesinato. Dieciocho meses después, tras el descubrimiento de MacDonald, la policía se dio cuenta de las notables similitudes con el asesinato de Docker. Aunque la policía no vinculó de manera concluyente ambos asesinatos con el mismo perpetrador, no pudieron descartar por completo esta teoría. Además, la policía estaba segura de que los asesinos tenían un alto grado de conocimiento geográfico local. Sin embargo, pueden haber sido extraños en el distrito, ya que ninguno de los testigos presenciales con los que conversaron los investigadores conocía directamente o de vista al hombre o los hombres vistos en compañía de cualquiera de las mujeres antes de su asesinato.

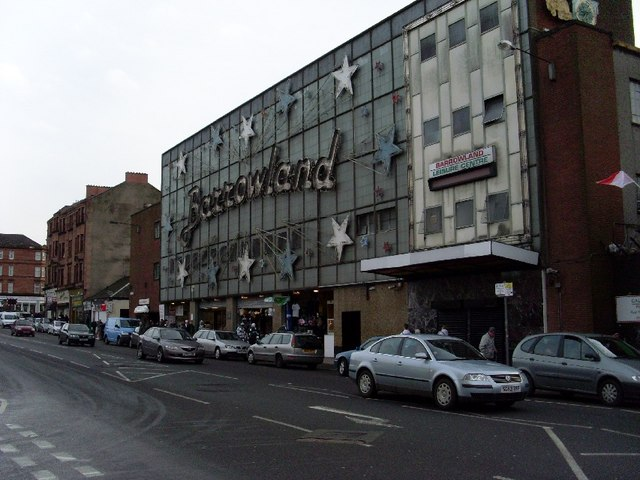
La sala de baile Barrowland, en 2011. Cada una de las mujeres asesinadas se encontró con Bible John en esta sala de baile.

Por primera vez en una búsqueda por asesinato en Escocia, se entregó a la prensa un retrato robot del hombre con el que MacDonald había sido vista con vida por última vez, y se distribuyó ampliamente a través de los periódicos y la televisión en toda Escocia en un esfuerzo por identificar al sospechoso. Además, tanto hombres como mujeres policías encubiertos realizaron una vigilancia discreta en el Barrowland Ballroom en un esfuerzo por identificar al sospechoso. La vigilancia policial en el Barrowland Ballroom terminaría a finales de octubre de 1969 debido a que la iniciativa no produjo ninguna identificación positiva. Los propietarios también culparon a los detectives por una fuerte disminución en las cifras de asistencia.

### Helen Puttock
La mañana del 31 de octubre de 1969, un hombre que paseaba a su perro descubrió el cuerpo de Helen Puttock, de 29 años, detrás de una vivienda en el distrito Scotstoun de Glasgow. Su cuerpo fue encontrado junto a una tubería de desagüe frente al jardín trasero de su propia casa de Earl Street, donde cada vez más preocupados la esperaban su madre y su marido. La habían desnudado parcialmente, golpeado fuertemente en la cara antes de violarla y luego la habían estrangulado con una de sus medias. El contenido de su bolso había sido esparcido cerca de su cuerpo, aunque el bolso en sí no se encontró en la escena del crimen. Las manchas de hierba y algas en las plantas de los pies y los zapatos de Puttock indicaban que se había enfrascado en una feroz lucha con su asesino. Evidentemente, en cierto momento había intentado huir escalando un terraplén de ferrocarril anexo. Su cuerpo también presentaba la marca de una mordedura profunda en la parte superior del muslo derecho. Como había sido el caso de las dos víctimas anteriores, Helen estaba menstruando en el momento de su asesinato. Su asesino había colocado su compresa debajo de su brazo izquierdo.
La noche anterior, Puttock había ido como carabina a acompañar a su hermana, Jean Langford, en el Barrowland Ballroom, donde ambas habían conocido a dos hombres, ambos llamados John. Uno de estos individuos había dicho que trabajaba como pizarrero y residía en Castlemilk, mientras que el otro individuo había sido un hombre de charla educada que no reveló dónde vivía. Después de estar en compañía de estos dos individuos durante más de una hora, los cuatro abandonaron el Barrowland para regresar a casa. El hombre llamado John, que había sido la pareja de baile de Jean, caminó hasta George Square para abordar un autobús (más tarde, la policía emitiría un llamamiento oficial para que este individuo se presentara como testigo, pero nunca respondió), mientras Langford, Puttock y el hombre que había sido la pareja de baile de Puttock pararon un taxi. El trío partió de Glasgow Cross, haciendo un viaje de 20 minutos hacia el oeste hacia la casa de Knightswood de Langford. Durante la conversación del trío en el taxi, se hizo evidente la mayor parte de la información crucial relacionada con el perfil psicológico del asesino. Al llegar a su casa, Langford salió del taxi dejando a Puttock y su pareja de baile adentro. Luego, el taxi continuó hacia la casa de Puttock en Scotstoun.
Langford luego informó a los detectives que el compañero de su hermana había sido un individuo abstemio que repetidamente citaba historias del Antiguo Testamento durante el tiempo que ella y su hermana habían conversado con él en el taxi. También se había referido a Barrowland como una "cueva de iniquidad adúltera", y desaprobaba que las mujeres casadas visitaran tales locales cuando el cuarteto había recuperado sus abrigos al final de la noche disponiéndose a marchar. Helen Puttock estaba casada y tenía dos hijos, pero se abstuvo de comentarlo a su acompañante. Langford había salido del taxi en Kelso Street, antes de ver que el vehículo giraba hacia Earl Street.

## Sospechoso
El sospechoso fue descrito por la hermana de Puttock, Jean Langford, como un joven alto, delgado y bien vestido con cabello rojizo o rubio cuidadosamente redondeado en la parte posterior, de entre 25 y 30 años, y aproximadamente 1,80 m de altura. Este individuo había dado su nombre como "John Templeton", "John Sempleson" o "John Emerson", y había sido un individuo educado y bien hablado, citando con frecuencia el Antiguo Testamento durante el trayecto en taxi del trío de regreso a casa, aunque también indicó que no era ni católico ni protestante. Langford declaró que se había vuelto cada vez más claro para ella mientras el trío viajaba en el taxi que este hombre había considerado que su presencia en el vehículo era un inconveniente. En un momento durante el viaje, les había explicado a las mujeres que la razón por la que se abstenía de consumir alcohol se debía a que estaba condicionado por una estricta actitud paterna, antes de agregar: "No bebo en Hogmanay; rezo". También había aludido a la creencia de su padre de que las salas de baile eran "guaridas de iniquidad", y cualquier mujer casada que frecuentaba estos locales era "adúltera" por naturaleza (Las repetidas citas bíblicas empleadas por el sospechoso llevarían al periodista del Evening Times John Quinn a bautizar al asesino con el pegadizo apodo de "Bible John").
Langford había informado a los detectives que el hombre que acompañaba a Puttock era un individuo "alto y delgado" que vestía un traje marrón de la marca Reid and Taylor bien cortado y que fumaba cigarrillos Embassy; también recordó que él mencionó que había estado familiarizado con varios locales de bebidas en el distrito Yoker de Glasgow, y que durante un tiempo había trabajado en un laboratorio. Pudo describir los distintos rasgos faciales de este hombre, como los dientes frontales superpuestos. Sin embargo, los porteros del Barrowland Ballroom descartaron gran parte de esta descripción, alegando que el hombre había sido un individuo bajo y bien hablado con cabello negro. Inicialmente, la policía consideró más confiable su descripción que la de Langford, ya que supuestamente estaba bebida cuando abandonó el local junto a su hermana. Además, creían que el sospechoso no había estado citando directamente la biblia, sino simplemente dando referencias. Sin embargo, Langford aseguró fuertemente que se encontraba sobria cuando abandonó Barrowland, y un portero del local declaró más tarde que el personal que trabajaba allí no era "bueno con las caras".
El último avistamiento del sospechoso fue hecho por un taxista y el conductor de un autobús de servicio nocturno, quienes notaron que un joven que coincidía con la descripción dada por Langford se apeó de un autobús en el cruce de Dumbarton Road y Gray Street aproximadamente a las 2:00 horas del 31 de octubre. Parecía desaliñado, con manchas de barro en la chaqueta y una marca roja lívida en la mejilla justo debajo de un ojo. Ambos testigos también recordaron que se metía repetidamente un puño de la camisa bajo la manga de la chaqueta (se había encontrado un gemelo junto al cuerpo de Helen Puttock). Este individuo fue visto por última vez caminando hacia el ferry público para cruzar el río Clyde hacia el lado sur de la ciudad.

### Conexión
El asesinato de Helen Puttock tenía similitudes notables con los dos asesinatos anteriores, lo que generó más sospechas de que los tres asesinatos habían sido cometidos por la misma persona. Las tres víctimas eran madres jóvenes y habían conocido a su asesino en el Barrowland Ballroom. Faltaba el bolso de cada mujer. Cada víctima había sido estrangulada y al menos dos de estas mujeres habían sido violadas antes de sus asesinatos. Además, las tres habían sido escoltadas a casa por su asesino y muertas a solo unos metros de su puerta, y todas estaban menstruando en el momento de la muerte. A cada una se le había colocado la compresa sobre, debajo o cerca de su cuerpo, lo que llevó a los investigadores a especular que las mujeres habían sido asesinadas por negarse a tener relaciones íntimas con su asesino debido a esta condición fisiológica.

## Investigación en curso
A las pocas horas del descubrimiento del cuerpo de Helen Puttock, se dibujó un retrato robot adicional del sospechoso utilizando la descripción detallada proporcionada por su hermana. Langford vio la imagen anterior creada después del asesinato de Jemima MacDonald y creyó que era una excelente semejanza (En la sede de la policía de Glasgow, Jean Langford había visto por casualidad un retrato anterior representando al principal sospechoso del asesinato anterior. Al verlo, Langford exclamó, "¡Ese hombre se parece a él!"). El superintendente de detectives Joe Beattie pidió al público que estudiara de cerca este retrato robot, en caso de que se pareciera a alguien que conocían. Debido a que el cabello del sospechoso era demasiado corto para la moda adoptada por la mayoría de varones jóvenes de la época, a más de 450 peluqueros de Glasgow y sus alrededores se les mostró el dibujo actualizado del sospechoso, y se pidió a todos los dentistas de la ciudad y sus alrededores que examinaran sus registros para determinar si tenían la ficha de un paciente masculino con incisivos superpuestos y falta de un diente en el maxilar superior derecho. Ambas líneas de investigación resultaron infructuosas. La policía también produjo un retrato artístico, creado por Lennox Patterson, Registrador de la Escuela de Arte de Glasgow, basado en los recuerdos de la hermana de Puttock. En junio de 1970, la policía empleó el nuevo sistema photofit en un intento de producir una mejor semejanza del sospechoso. Esta fue la primera vez que se utilizó este método para identificar a un sospechoso de asesinato en Escocia.
Se asignaron más de 100 detectives para trabajar a tiempo completo en el caso, y se tomarían declaraciones de 50.000 testigos en investigaciones puerta a puerta posteriores. En última instancia, se interrogaría a más de 5000 sospechosos potenciales solo en el primer año de la investigación, y Jean Langford tendría que asistir a más de 300 ruedas de reconocimiento, aunque ella insistió en que ninguno de los individuos presentados era la persona con la que había visto por última vez a su hermana, y todos quedarían libres de cualquier implicación. Por temor a que el perpetrador volviera a atacar, se ordenó a un equipo de 16 detectives que se mezclaran con los asistentes en todas la salas de baile y discotecas de Glasgow. En particular, estos detectives frecuentaban Barrowland los jueves y sábados por la noche en los eventos para mayores de 25 años, donde se suponía que cada víctima había conocido a su asesino. (Dos de las tres víctimas conocidas de Bible John habían sido asesinadas un jueves, y la otra en sábado).
A pesar de la extensa investigación, no surgieron más avances y la investigación de los tres asesinatos se enfrió gradualmente, y muchos oficiales asignados al caso creyeron que el perpetrador había muerto, había sido encarcelado por un delito no relacionado o había sido ingresado en un hospital psiquiátrico, o que los altos mandos de la policía conocían su verdadera identidad pero no habían podido demostrar que había cometido los asesinatos. Otros especularon que simplemente se mudó de Glasgow o asesinó más lejos; esta posibilidad llevó a la policía a hacer circular múltiples copias del retrato robot en todas las bases del ejército, la marina y la fuerza aérea británicas en el Reino Unido, Europa y el Medio y Extremo Oriente; esta posible línea de investigación no produjo tampoco ninguna pista significativa.

## Sospechosos potenciales

### "John White"
Un ex inspector jefe de detectives, Les Brown (entonces trabajando con la Policía de Strathclyde), proporcionó a los investigadores posteriores detalles del arresto de un sospechoso realizado en 1969 que él cree que era un perpetrador muy probable, pero que fue descartado simplemente por no tener dientes frontales superpuestos.
Según Brown, el hecho de que el hombre discutiera con una mujer joven en el Barrowland Ballroom inmediatamente antes de su arresto había despertado gran preocupación en los investigadores, pero este sospechoso fue puesto en libertad, a pesar de que se parecía mucho a la composición facial y posteriormente había proporcionado a la policía un nombre y dirección falsos antes de revelar su verdadero nombre y dirección en los Gorbals. Brown dijo que el simple hecho de que este sospechoso en particular no tuviera dientes frontales superpuestos, a pesar de que un sargento de policía reconoció que era el mejor sospechoso hasta ahora, fue suficiente para ordenar su liberación.
Varios años después, Brown habló largamente con un detective que había llevado al mismo hombre a un hospital después de arrestarlo afuera del Barrowland Ballroom en el momento de los asesinatos. Aunque el sospechoso había necesitado varios puntos en la cabeza después de un altercado, tan pronto como le quitaron las esposas, escapó del hospital. En el momento de este incidente, este individuo también había dado falsamente su nombre al personal médico como John White.
Además de esta evidencia circunstancial básica, el "comportamiento completo" del hombre había llevado a Les Brown y varios de sus colegas a creer que él pudo haber sido el perpetrador. Sin embargo, después de que Brown escribiera sobre sus sospechas en su autobiografía de 2005, el individuo se presentó y se ofreció a proporcionar una muestra de ADN para limpiar su nombre. El resultado negativo lo descartó como sospechoso.

### Residente anónimo de los Países Bajos
En 1983, un hombre no identificado contactó a la policía de Strathclyde. Este individuo afirmó saber de manera concluyente que su amigo había sido Bible John, y agregó que tanto él como su amigo se habían criado en el distrito Cranhill de Glasgow y que ambos habían frecuentado el Barrowland Ballroom en la década de 1960. Afirmó que había leído un artículo en el Evening Times cinco años antes de darse cuenta de repente de que su amigo había sido el perpetrador de los asesinatos. El presunto sospechoso fue rastreado viviendo en los Países Bajos, casado con una mujer holandesa. Nunca más se supo del reclamante o del presunto sospechoso.

### Violador de Hannah Martin
En los años posteriores a los asesinatos de Bible John, varias mujeres se presentaron para afirmar que habían sido agredidas sexualmente después de una noche en Barrowland. Una de estas mujeres, Hannah Martin, afirmó que Bible John la había agredido y violado y que posteriormente había dado a luz a su hijo en el Royal Maternity Hospital de Glasgow en enero de 1970; una hija a la que inicialmente llamó Isobel (posteriormente le dio su mismo nombre).
En abril de 1969, Martin había ido a Barrowland; terminó saliendo de la sala de baile ebria en compañía de un hombre alto con quien a continuación tuvo relaciones sexuales. Luego, Martin aceptó su oferta de llevarla a casa. Sin embargo, durante el viaje, el comportamiento sexual del hombre se volvió más agresivo y Martin, borracha y aterrorizada ante la amenaza, vomitó en el auto del hombre. Este individuo entonces la sacó del auto y se fue, dejándola de pie sola en la calzada. Un autor, David Leslie, ha afirmado que la hija de Martin podría ser el único vínculo indudable con la identidad de Bible John.

### John Irvine McInnes
En 1996, la policía de Strathclyde exhumó el cuerpo de John Irvine McInnes de un cementerio en Stonehouse, South Lanarkshire. McInnes, que había servido en la Guardia Escocesa, se suicidó en 1980 a la edad de 41 años, cortándose la arteria braquial en la parte superior del brazo. Era primo de uno de los sospechosos originales en la investigación de Bible John. Se tomó una muestra de ADN del cuerpo de McInnes para compararla con las muestras de semen encontradas en las medias de Helen Puttock y que se habían utilizado para estrangularla.
Los resultados de las pruebas realizadas no fueron concluyentes, y el entonces Lord Advocate Lord Mackay afirmó que no existían pruebas suficientes para vincular a McInnes con el asesinato de Helen Puttock. La Corona absolvió oficialmente a McInnes de cualquier participación en los asesinatos de Bible John en julio de 1996.

### Peter Tobin
Varios criminólogos e investigadores han especulado que el asesino en serie convicto Peter Tobin pudo haber sido Bible John. Tobin fue condenado, en mayo de 2007, por el asesinato en 2006 de la estudiante polaca Angelika Kluk, que había sido violada, golpeada y luego apuñalada hasta la muerte; se había mudado de Shettleston, Glasgow, a Inglaterra en agosto de 1969 (antes de los dos últimos asesinatos cometidos por Bible John) después de casarse con su primera esposa, a quien había conocido en el Barrowland Ballroom en 1968. Desde agosto de 1969, Tobin vivió en Brighton durante 20 años, y desde finales de la década de 1980 residía alternativamente en Escocia o en el sur de Inglaterra.
El hecho de que Tobin atacara a Kluk con saña, escondiera su cuerpo y luego huyera a Londres antes de su arresto (además de los métodos de violencia perpetrados contra las dos víctimas de 1991 desenterradas del jardín de su casa en Margate) no sugería el trabajo de un aficionado. Sin embargo, una discrepancia importante es que Bible John exhibió los cuerpos de sus víctimas dejándolos en lugares públicos, mientras que Tobin enterró a todas sus víctimas conocidas.
Existen algunas similitudes entre Peter Tobin cuando tenía 20 años y el retrato robot de Bible John de 1969, aunque el dibujo mostraba a Bible John con el cabello rojo y las imágenes contemporáneas de Tobin muestran que no tenía este color de cabello. Además, las tres exesposas de Tobin han dado cuenta de haber sido recluidas, estranguladas, golpeadas y violadas repetidamente en sus manos, y todas declararon que el ciclo menstrual femenino le había llevado a ejercer violencia física extrema (un factor que los investigadores sospecharon durante mucho tiempo como el motivo real del perpetrador detrás de los asesinatos). Además, se sabe que Tobin fue un católico acérrimo con fuertes opiniones religiosas, y el nombre que Bible John pudo haber dado a Jean Langford y Helen Puttock en 1969 es similar a uno de los seudónimos que se sabe que Tobin usó regularmente: John Semple.
El criminólogo David Wilson investigó activamente el caso de Tobin durante tres años y creía firmemente que la evidencia disponible respaldaba su teoría de que Tobin era Bible John. Declaró que el momento en que creyó que Tobin era Bible John ocurrió durante el juicio de Tobin por el asesinato en 1991 de Dinah McNicol, de 18 años, una de las mujeres cuyos restos habían sido encontrados en su jardín de Margate. La evidencia circunstancial que Wilson usó para apoyar esta teoría incluye sorprendentes similitudes entre el testimonio en el juicio de un conocido de McNicol que había estado en su compañía la noche de su secuestro y la conversación con Bible John que Jean Langford afirmó haber tenido en la noche del asesinato de su hermana; entre ello los dos hombres mencionaron que no bebían en Hogmanay y que tenían un primo que una vez anotó un hoyo en uno en un partido de golf. Esta información, junto con otras pruebas circunstanciales, llevó al profesor Wilson a afirmar: "No me propuse demostrar que Tobin era Bible John, pero apostaría mi reputación profesional a ello".
Aunque se han utilizado pruebas de ADN para absolver a varios sospechosos, los detectives creen que es poco probable obtener un vínculo forense entre Peter Tobin y cualquiera de las víctimas de asesinato vinculadas a Bible John, debido al deterioro de las muestras físicas a causa de un mal almacenamiento.
Operación Anagrama
Como resultado de una investigación policial llamada Operación Anagrama, que se inició en 2006 para rastrear los movimientos de Tobin a lo largo de las décadas y determinar su posible culpabilidad en cualquier otro delito, una mujer informó a los investigadores que Tobin la había violado después de conocerla en el Barrowland Ballroom en 1968, poco después del primero de los asesinatos que se sabe que cometió Bible John.
Eliminación como sospechoso
Desde entonces, Tobin ha sido descartado como sospechoso por la policía. Aunque a menudo se informó que Tobin se mudó de Glasgow a Brighton después de los asesinatos de 1969, de hecho se mudó de Glasgow a Brighton con su prometida, Margaret Mountney, antes del segundo asesinato atribuido a Bible John. La Operación Anagrama descubrió que Tobin estaba en Brighton en el momento de los dos últimos asesinatos de Bible John. Se había casado con su primera esposa en Brighton el 6 de agosto de 1969, 10 días antes del asesinato de Jemima MacDonald el 16 de agosto, como consta en su certificado de matrimonio. La esposa de Tobin también testificó que la pareja todavía estaba de luna de miel en Brighton en el momento del asesinato de la segunda víctima, e insiste en que él estaba con ella en ese momento. Tobin también estaba bajo custodia policial por un delito no relacionado cuando ocurrió otro de los asesinatos. También vivía todavía en Brighton en el momento del tercer asesinato, lo que significa que habría tenido que viajar sin el conocimiento de su esposa a Glasgow y regresar a Brighton para cometer el asesinato de Helen Puttock.
El ADN de Tobin se comparó con la muestra de semen de Bible John como parte de la Operación Anagrama. Los resultados de este análisis demostraron de manera concluyente que el fluido corporal no procedía de Tobin. A pesar de las dudas que rodean la evidencia de ADN, la policía también tiene un registro de la marca de mordedura que se encontró en el cuerpo de Helen Puttock que pueden cotejar con los registros dentales de Tobin, como se hizo con John McInnes cuando fue exhumado y posteriormente eliminado como sospechoso en 1996.
David Swindle, el oficial investigador principal a cargo de la Operación Anagrama, ha declarado que no hay evidencia que vincule a Tobin con los asesinatos de Bible John, y la Operación Anagrama finalmente descartó la teoría. Swindle había presidido previamente la revisión de 2002 de los asesinatos de Bible John, cuatro años antes de los descubrimientos iniciales de los asesinatos de Tobin.
Aunque el profesor David Wilson afirmó en su libro de 2010 The Lost British Serial Killer que Bible John era Tobin, su coautor del libro Paul Harrison luego se retractó de las afirmaciones que hicieron en el libro. En 2013, Harrison publicó un nuevo libro, afirmando que Bible John era un oficial de policía.

## Secuelas
Ninguna otra víctima de asesinato asesinada en Escocia o en cualquier otro lugar del Reino Unido se ha atribuido de manera concluyente a Bible John, y la búsqueda de este asesino fue una de las más extensas en la historia criminal escocesa. Los asesinatos de las tres mujeres siguen sin resolverse, aunque el caso sigue abierto, y muchos investigadores tienen la certeza de que es muy probable que el autor o autores de estos crímenes hayan sido protegidos por una o más personas de entre sus conocidos.
No existe un consenso uniforme de que los tres asesinatos fueran en realidad obra de la misma persona. Se ha afirmado que la brecha de 18 meses entre los dos primeros asesinatos es inusual para un asesino en serie (aunque el profesor criminólogo David Wilson declara que un lapso de aproximadamente 18 meses no es inusual entre el primer y el segundo asesinato de un asesino en serie) y que los dos últimos asesinatos pueden haber sido asesinatos por imitación, o los dos únicos cometidos por el mismo autor. También se ha criticado a la policía por obstaculizar potencialmente su propia investigación al llegar prematuramente a la conclusión de que los tres asesinatos habían sido cometidos por la misma persona.
En 2004, la policía anunció sus intenciones de realizar pruebas genéticas a varios hombres en un nuevo intento de identificar al perpetrador, y se solicitó a todas las personas involucradas que enviaran muestras de sangre. Este esfuerzo siguió al descubrimiento anterior de una coincidencia genética del 80% de las muestras de semen recuperadas de la escena del crimen final atribuida a Bible John con una muestra de ADN recuperada en el sitio de un crimen menor cometido dos años antes. La muestra coincidió lo suficiente como para llevar a los oficiales a creer que la persona que cometió el delito estaba emparentada con el asesino.
El único testigo que alguna vez tuvo una larga conversación con Bible John, Jean Langford, murió en septiembre de 2010 a la edad de 74 años. Langford le había dado a la policía la descripción utilizada para dibujar el segundo retrato robot creado del sospechoso, que sigue siendo la pista más importante en cuanto a la apariencia física del perpetrador. A pesar de la afirmación de la profesora Wilson de que Peter Tobin pudo haber sido Bible John, cuando Jean Langford habló sobre el asesino de su hermana muchas décadas después, descartó esta teoría y afirmó enfáticamente que Tobin no había sido el hombre con el que había compartido un taxi la noche del asesinato de su hermana.

## Medios de comunicación

### Libros
- Stoddart, Charles (1980). Bible John: Search for a Sadist. Edinburgh: Paul Harris. ISBN 978-0-904-50589-4.
- Simpson, Donald (2001). Power in the Blood: Whatever Happened to Bible John. London: Bandwagon. ISBN 978-0-954-17810-9.
- Malloy, Andrew D. (2011). Bible John – Closure. Kent: Pneuma Springs. ISBN 978-1-907-72816-7.
- Harrison, Paul (2013). Dancing with the Devil: The Bible John Murders. Skipton: Vertical. ISBN 978-1-904-09173-8.
- La autora española Dolores Redondo centra su novela Esperando al diluvio (2022) en la posibilidad de que Bible John hubiera huido de Glasgow a Bilbao.

### Televisión
- La BBC emitió un documental de 30 minutos centrado en los asesinatos cometidos por Bible John. Presentado por Hugh Cochrane, este episodio se emitió el 18 de septiembre de 1970 y concluyó con una cita directa de Jeremías, capítulo 23, versículo 24, apelando al asesino a entregarse a la policía: "¿Puede alguien esconderse en lugares secretos, que no lo veré? dice el Señor" [45]
- STV transmitió un documental de 45 minutos centrado en los asesinatos cometidos por Bible John. Este documental, titulado In Search of Bible John, se emitió inicialmente en 2011 y explora la posibilidad de que Peter Tobin hubiera sido el autor de los tres asesinatos.
- El caso de Bible John apareció en un episodio de Unsolved de diciembre de 2005. Narrado por Alex Norton, el programa se enfoca principalmente en la muerte de la víctima final, Helen Puttock, e incluye entrevistas con el esposo de Puttock, George.[94]
- Un documental de dos partes de BBC Escocia se centra en la búsqueda de Bible John. Titulado The Hunt for Bible John, este episodio fue transmitido por primera vez por BBC Escocia en noviembre de 2021, y en todo el Reino Unido por BBC Two en enero de 2022. El programa contó con contribuciones de George Puttock, el escritor Andrew O'Hagan, el periodista Magnus Linklater y el psicólogo David Canter.[94][53]